# فرهنگ حسونه
فرهنگ حَسونه (انگلیسی: Hassuna culture) یک فرهنگ باستان‌شناختی متعلق به دوران نوسنگی در ناحیهٔ جزیره است که به اوایل هزاره ششم پیش از میلاد بازمی‌گردد. این فرهنگ نام خود را از محوطه شاخص تل حسونه در عراق گرفته است. مواد فرهنگی مربوط به حسونه در محوطه‌های دیگری مانند تل شمشاره نیز یافت شده‌اند.

## توصیف
در حدود ۶۰۰۰ پیش از میلاد، مردمانی به کوهپایه‌های شمالی‌ترین بخش بین‌النهرین کوچ کردند، جایی که بارندگی کافی امکان دیم‌کاری را در برخی مناطق فراهم می‌کرد. این گروه، نخستین کشاورزان در شمالی‌ترین منطقهٔ میان‌رودان به‌شمار می‌روند. آن‌ها سفال‌هایی به سبک حسونه تولید می‌کردند (سفال با پوشش کرمی و نقوش خطی قرمز). مردمان حسونه در روستاها یا دهکده‌هایی به مساحت حدود ۲–۸ جریب فرنگی (۰٫۸۱–۳٫۲۴ هکتار) زندگی می‌کردند.
در تل حسونه، خانه‌های خشتی که به گرد حیاط‌های مرکزی ساخته شده بودند جای لایه‌های پیشین با سفال‌های خام‌دستانه را گرفتند. تبرهای دستی، داس‌ها، سنگ‌های ساب، انبارها، اجاق‌های پخت‌وپز و استخوان‌های متعدد جانوران اهلی نشانگر سبک زندگی کشاورزی استقراری هستند. تندیس‌های زنانه را با آیین‌های پرستشی مرتبط دانسته‌اند و دفن‌های درون خمره که در آن‌ها غذا قرار می‌گرفت، به باور به زندگی پس از مرگ نسبت داده می‌شود. شباهت سفال حسونه به سفال‌های اریحا نشان می‌دهد که فرهنگ روستایی در حال گسترش بوده است.

## پیشاآغازحسونه
در سال‌های اخیر، مفهوم دورهٔ «پیشا-آغاز-حسونه‌ای» توسط برخی پژوهشگران مطرح شده است؛ این امر ناشی از کشف سنت‌های سفالی قدیمی‌تری است. پیش از حسونهٔ اولیه به دورهٔ نوسنگی پسین در ناحیهٔ جزیره اشاره دارد که در آن زمان ظروف سفالی به‌تازگی وارد فرهنگ مادی شده بودند. در این سکونت‌گاه‌های اولیه، تعداد ظروف سفالی اندک بود و تمرکز اصلی بر سفال‌هایی با افزودنی‌های معدنی بود، برخلاف سفال‌های دارای الیاف گیاهی که در دوره‌های بعدی رایج شدند.
بازهٔ زمانی این دوره حدود ۷۰۰۰ تا ۶۷۰۰ پیش از میلاد بوده است، و در این دوران، همچنان از ظروف سنگی و سفال سفید در کنار سفال استفاده می‌شد. به‌دلیل تمرکز منطقه‌ای بسیاری از مطالعات سفال‌شناسی، این سنت‌های نخستین در متون علمی ممکن است با نام‌های زیر شناخته شوند:
- پیشاآغازین‌حسونه (در خابور و شمال عراق)
- نوسنگی سفالی اولیه (در منطقه رودخانه بلیخ، مانند تل صبی ابیض)[۴]
- دورهٔ گذار (در منطقه فرات ترکیه؛ محوطه‌های اصلی: مزرا تِلیلات و آکارچای تپه، با سفال مربوط به حدود ح. 6800 BC)
- هالولا I (در منطقه فرات سوریه؛ محوطهٔ اصلی: تل هالولا)
- روژ ۲a (در شمال شام؛ چند محوطه باستانی در دشت روژ، استان ادلب، سوریه)[۵]

با این‌حال، همهٔ این نام‌گذاری‌ها ممکن است به انواعی بسیار مشابه از سفال اشاره داشته باشند، بسته به منطقهٔ جغرافیایی خاص در میان‌رودان بالا.

## آغازحسونه
این دوره نشان‌دهندهٔ استفادهٔ گسترده‌تری از سفال نسبت به دورهٔ پیشاآغازحسونه است. محوطهٔ ام دباغیه در همین منطقه از عراق، دارای قدیمی‌ترین سفال شناخته‌شده در این ناحیه است و گاه به‌عنوان سایتی از «فرهنگ آغاز-حسونه» توصیف می‌شود. دیگر محوطه‌های مرتبط در این منطقه شامل «سوتو» و «یاریم تپه I» هستند که ۵۸۵ قطعه سفال از آن‌ها ثبت شده است. این یافته‌ها توسط باستان‌شناس آ.آ. بابرینسکی کشف شده‌اند. محوطه‌های دیگر شامل تل مغزلیه (پیش‌حسونه یا آغازحسونه) و گینینگ هستند که در آن‌ها نیز سفال‌هایی با ویژگی‌های مشابه شناسایی شده‌اند.
بازهٔ زمانی این دوره حدود ۶۷۰۰ تا ۶۳۰۰ پیش از میلاد است.

## حسونه کهن
«حسونهٔ کهن» عنوان دوره‌ای تازه‌تعریف‌شده است که از نظر زمانی پس از پروتو-حسونه قرار می‌گیرد. در این دوره، غلظت کود حیوانی در ترکیب سفال‌ها کاهش یافته و استفاده از صفحات دوجداره در ساخت‌وساز افزایش یافته است (هرچند این روش پیش از این نیز کاربرد داشته). در همین زمان، کوره‌های سفال‌پزی در بسیاری از محوطه‌ها ظاهر می‌شوند. دگرگونی در الگوهای سفال‌سازی ممکن است با افزایش تبادل فرهنگی نیز در ارتباط باشد. محوطه شاخص تل حسونه نیز دارای آثار مربوط به این دوره است.
بازهٔ زمانی این دوره حدود ۶۳۰۰ تا ۶۰۰۰ پیش از میلاد است.

## اشیای فرهنگی

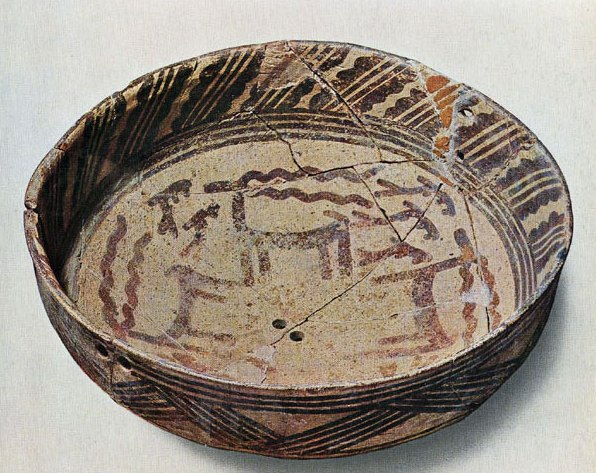
کاسهٔ سفال قرمز حسونه، حدود ۵۵۰۰ پیش از میلاد
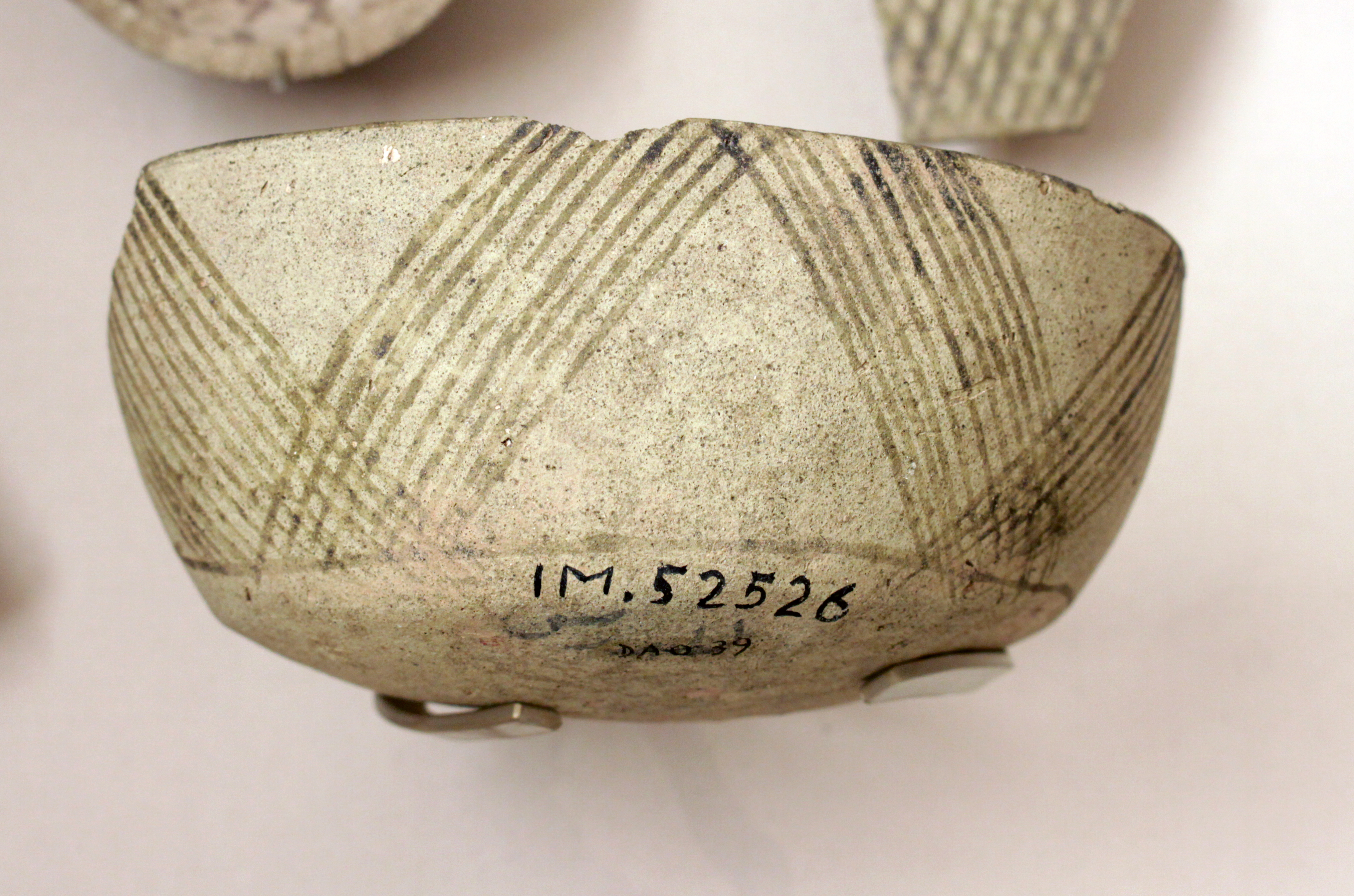
قطعهٔ سفال با نقوش کنده‌کاری‌شده و رنگ‌آمیزی‌شده، از تل حسونه، ۶۵۰۰–۶۰۰۰ پیش از میلاد
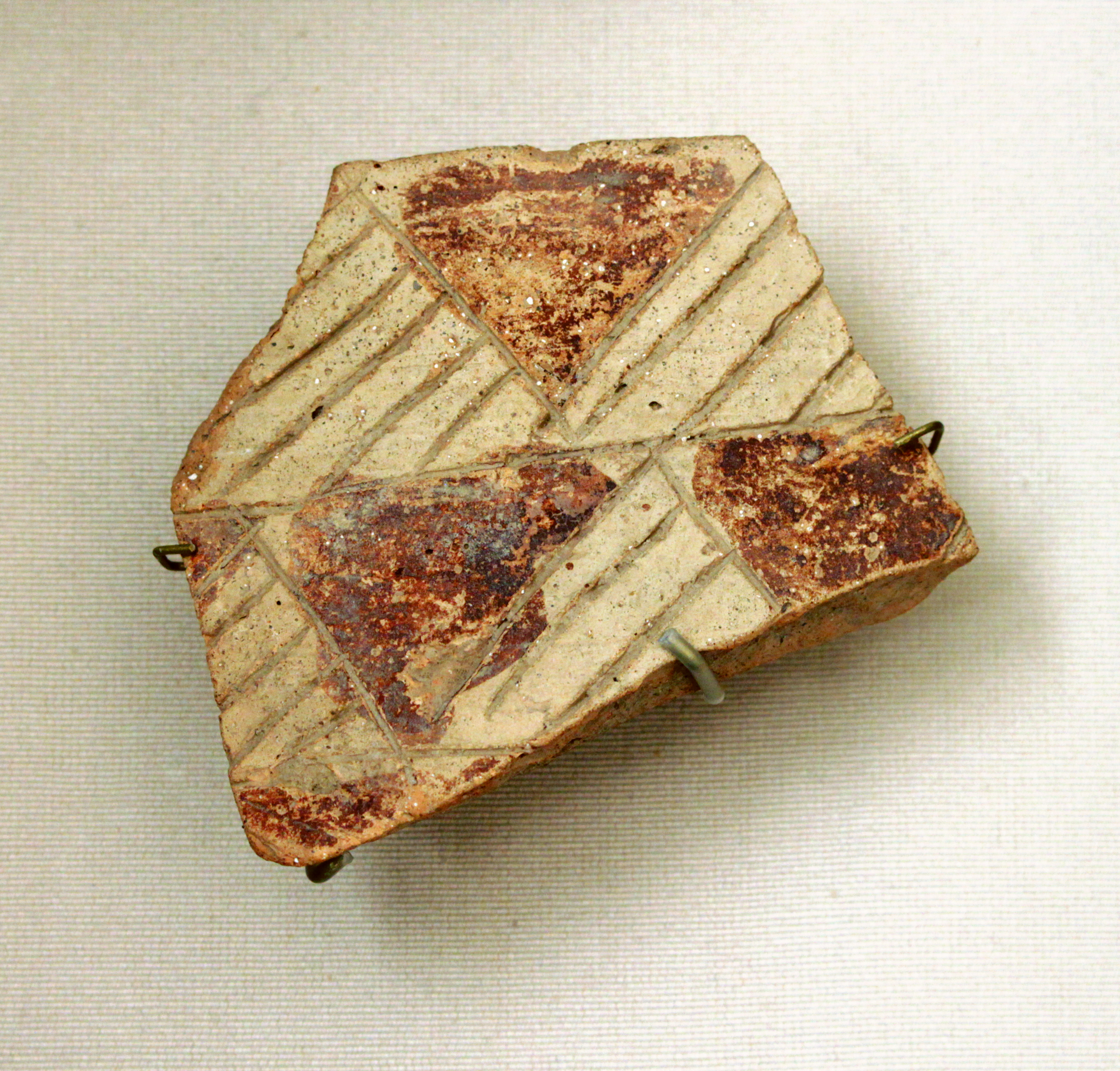
قطعهٔ سفال با نقوش کنده‌کاری‌شده و رنگ‌آمیزی‌شده، از تل حسونه، ۶۵۰۰–۶۰۰۰ پیش از میلاد
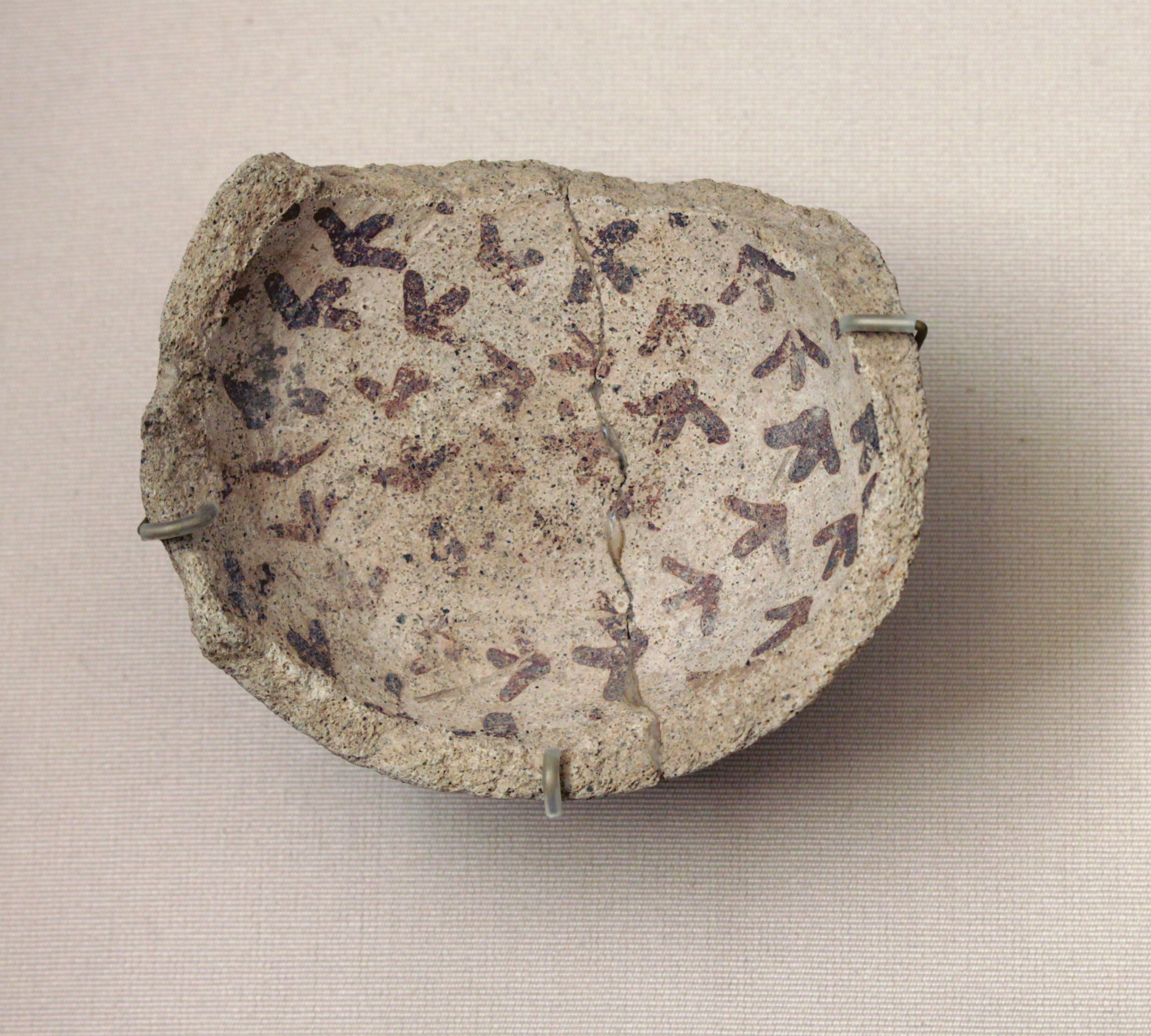
قطعهٔ سفال با نقوش کنده‌کاری‌شده و رنگ‌آمیزی‌شده، از تل حسونه، ۶۵۰۰–۶۰۰۰ پیش از میلاد
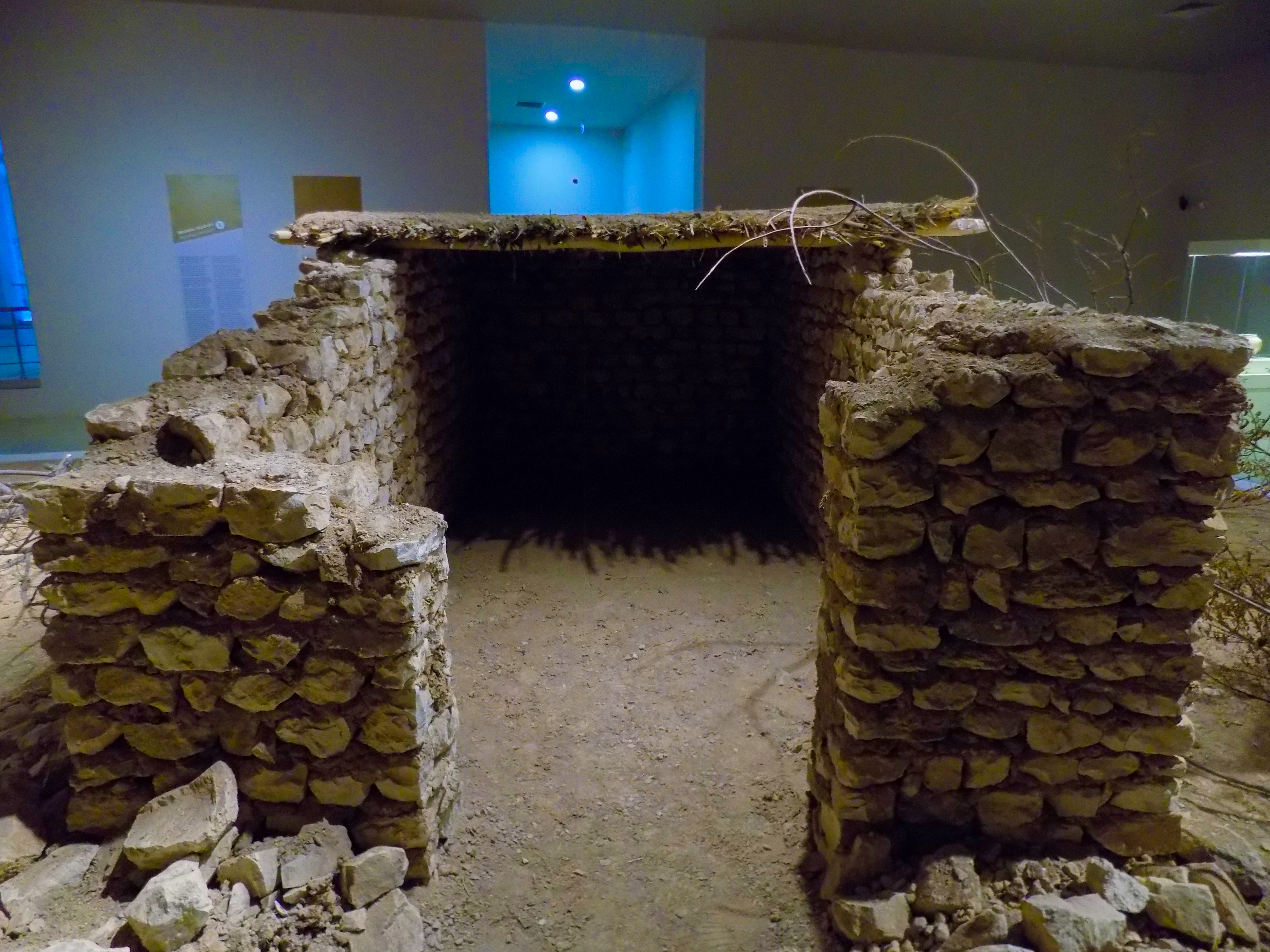
بازسازی یک خانهٔ نوسنگی در شمال میان‌رودان (آکارچای تپه II)
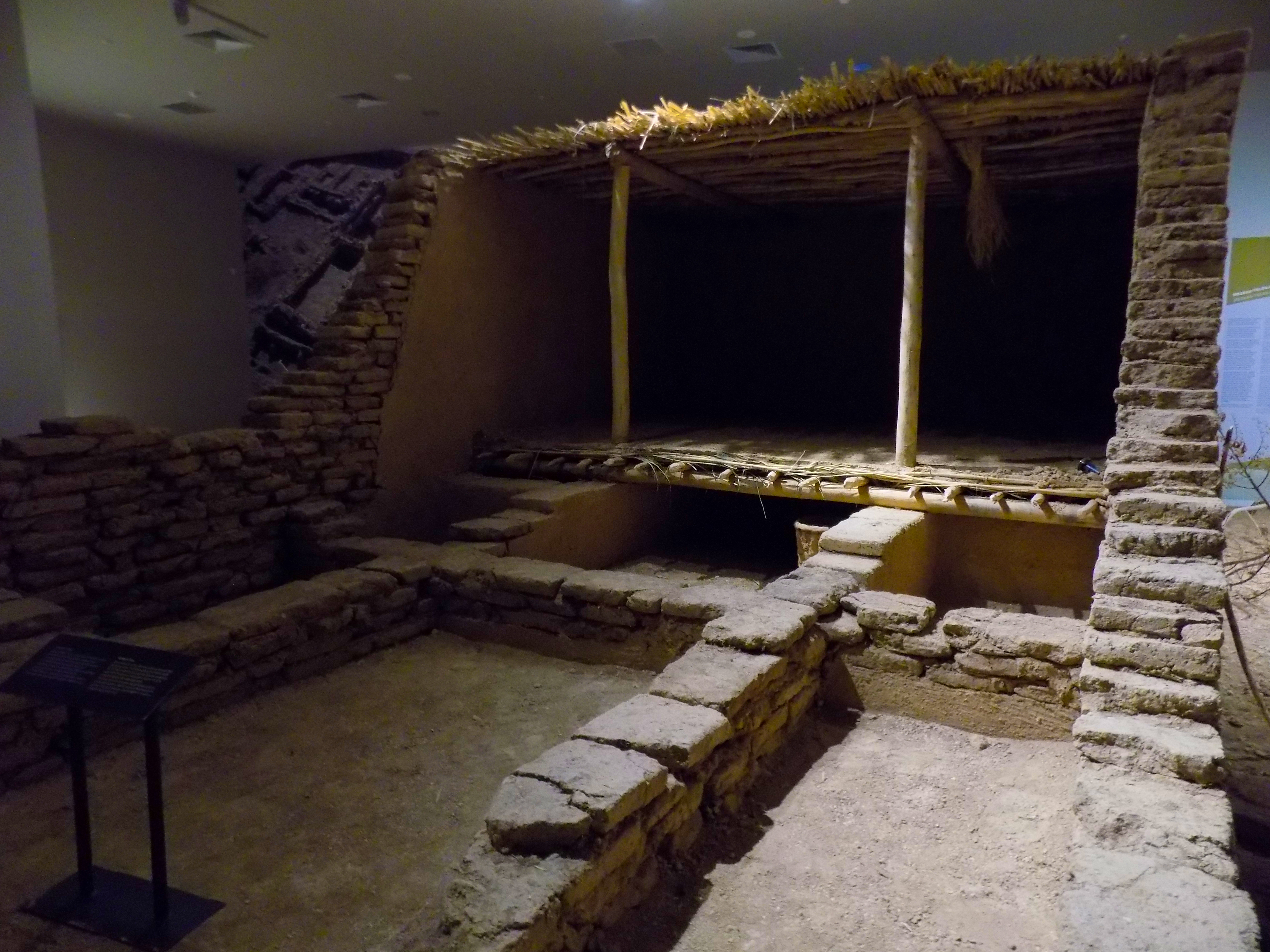
بازسازی یک خانهٔ نوسنگی در شمال میان‌رودان (آکارچای تپه II)